# Canton de Dunkerque-Ouest
Le canton de Dunkerque-Ouest est un ancien canton français, situé dans le département du Nord et la région Nord-Pas-de-Calais.

Canton de Dunkerque-Ouest

## Composition
La Loi du 28 pluviôse an VIII (17 février 1800) a scindé le Canton de Dunkerque tel qu'il avait été créé en 1790 en deux entités le Canton de Dunkerque-Est et le Canton de Dunkerque-Ouest.
Alors qu'en 1790 le Canton de Dunkerque était composé de 9 communes
- Armbouts-Cappel-Cappel (Cappelle-la-Grande depuis 1920)[2],
- Coudekerque-Branche,
- Dunkerque,
- Grande-Synthe,
- Leffrinckoucke,
- Mardyck,
- Petite-Synthe,
- Téteghem,
- Zuydcoote.

Le Canton de Dunkerque-Ouest est donc considérablement remodelé en 1800 et comprend 5 communes :
- Armbouts-Cappel-Cappel
- Dunkerque-Ouest,
- Grande-Synthe,
- Mardyck,
- Petite-Synthe[1].

En 1868, la commune de Fort-Mardyck est créée par sa séparation avec la ville de Grande-Synthe et intègre la Canton de Dunkerque-Ouest qui passe à 6 communes.
En 1877, la commune de Saint-Pol-sur-Mer est créée par sa séparation avec la ville de Petite-Synthe et intègre le Canton de Dunkerque-Ouest qui passe à 7 communes.
En 1972, Petite-Synthe fusionne avec Dunkerque Le Canton de Dunkerque-Ouest passe à 6 communes.
En 1980, Mardyck devient Commune associée de Dunkerque Le Canton de Dunkerque-Ouest passe à 5 communes.
En 1982, à la suite du décret n°82-128 du 4 février 1982 (Département du Nord), le Canton de Grande-Synthe voit le jour à partir des communes de Grande-Synthe, Fort-Mardyck, Commune associée de Mardyck et d'une partie de la commune fusionnée de Petite-Synthe le Canton de Dunkerque-Ouest ne comprend plus que 3 communes.
En 2010, à la suite de l'association des Communes de Dunkerque, Fort-Mardyck et Saint-Pol-sur-Mer le Canton de Dunkerque-Ouest comprend désormais 2 communes et 1 Commune associée :
- Cappelle-la-Grande,
- Dunkerque-Ouest,
- Commune associée de Saint-Pol-sur-Mer.

En 2012, le canton de Dunkerque-Ouest se compose d’une fraction de la commune de Dunkerque et d'une autre commune. Il compte 47 599 habitants (population municipale) au 1er janvier 2012.
| Nom                   | Code Insee | Intercommunalité | Population (dernière pop. légale)               |
| --------------------- | ---------- | ---------------- | ----------------------------------------------- |
| Dunkerque (chef-lieu) | 59183      | CU de Dunkerque  | Fraction : 39 577(2012) Commune : 89 160 (2014) |
| Cappelle-la-Grande    | 59131      | CU de Dunkerque  | 7 874 (2014)                                    |

## Histoire et représentation
| Date d'élection        | Identité                     | Parti                            | Qualité |
| ---------------------- | ---------------------------- | -------------------------------- | --- |
| 1833-1839              | Étienne-Jacques Dupouy       | Majorité conservatrice           | Conseiller général du Nord de 1831 à 1833, Conseiller général du Nord du Canton de Dunkerque-Est de 1833 à 1839, Président de la Chambre de Commerce de Dunkerque de 1820 à 1837 et de 1838 à 1839, Député du 6e collège du Nord (Dunkerque) de 1831 à 1834, Conseiller municipal de Dunkerque de 1816 à 1831.                    |
| 1839-1841              | Paul André Louis Lemaire     | Majorité conservatrice           | Conseiller général du Canton de Dunkerque-Est de 1839 à 1841, Député du Grand Collège de Dunkerque de 1830 à 1831, Député du 7e collège du Nord (Bergues) de 1831 à 1832, Maire de Dunkerque de 1832 à 1836 et de 1837 à 1838. |
| 1841-1843              | Augustin Gourdin             |                                  | Négociant Maire de Dunkerque de 1838 à 1843, Conseiller général du Canton de Dunkerque-Est de 1841 à 1843, Sous-préfet d'Hazebrouck de 1843 à 1846 et 1848 à 1851, Sous-préfet de Saint-Pol-sur-Ternoise de 1846 à 1848. |
| 1843-1848              | Laurent Lemaire              | Centre-droit                     | Avocat, Conseiller général du Nord du Canton de Dunkerque-Est de 1843 à 1848, Maire de Dunkerque en 1845, Conseiller municipal de Dunkerque de 1840 à 1846. |
| 1848-1857              | François-Benjamin Delattre   |                                  | Avocat, Maire de Dunkerque de 1843 à 1845,, Conseiller municipal de Pitgam de 1831 à 1835, Adjoint au maire de Dunkerque de 1837 à 1843, conseiller d'arrondissement. |
| 1859-1869              | Louis-Amand Carlier          |                                  | Négociant, Président du Tribunal de Commerce de Dunkerque de 1852 à 1867, Président de la Chambre de commerce de Dunkerque de 1853 à 1856, de 1861 à 1862 puis de 1865 à 1873,. |
| 1871-1892              | Jean-Baptiste Trystram       | Gauche républicaine (1871-1885). | Président de la Chambre de commerce de Dunkerque de 1875 à 1884, Député de la 1re circonscription de Dunkerque de 1876 à 1889, Sénateur du Nord de 1892 à 1905, Vice-Président du Conseil général du Nord de 1881 à 1882,. |
| 1892-1893 (annulation) | Charles Lalou                | Boulangisme                      | Journaliste, Député de la 1re circonscription de Dunkerque de 1889 à 1893,. |
| 1893-1904              | Alfred Petyt                 | Républicain                      | Banquier, Président de la Chambre de commerce de Dunkerque de 1884 à 1894, Maire provisoire de Dunkerque en 1881, Conseiller municipal de Dunkerque de 1878 à 1881. |
| 1904-1922              | Georges Vancauwenberghe      | Républicain Progressiste         | Industriel en filature Maire de Saint-Pol-sur-Mer de 1879 à 1910, conseiller d'arrondissement Président du Conseil général du Nord de 1910 à 1922. |
| 1922-1928              | Albert Mahieu                | Radicaux de gauche               | Ingénieur des Ponts-et-Chaussées Ministre de l'Intérieur de février à juin 1932, Sénateur du Nord de 1924 à 1941, Vice-Président du Sénat de 1936 à 1939, Président du Conseil général du Nord de 1928 à 1932 et de 1934 à 1936, Conseiller général du Canton de Dunkerque-Est de 1929 à 1938, Maire de Rosendael de 1929 à 1935. |
| 1928-1934              | Germain Van Eeckloo          | URD                              | Maire de Petite-Synthe de 1929 à 1935. |
| 1934-1939 (décès)      | Charles Valentin             | SFIO                             | Avocat Conseiller Général du Canton de Gravelines de 1913 à 1919, Maire de Dunkerque de 1925 à 1939, Député de la 1re circonscription de Dunkerque de 1936 à 1939. |
|                        |                              |                                  | |
| 1943-1945              | Paul-André Verley            |                                  | Agent maritime, Maire de Dunkerque de 1942 à 1945, Vice-président du Conseil départemental du Nord de 1943 à 1945, Conseiller départemental du Nord de 1943 à 1945, Conseiller municipal de Dunkerque de 1947 à 1946, 1er Vice-président de la Chambre de commerce en 1956.                                                       |
|                        |                              |                                  | |
| 1945-1951              | Lucien Duffuler (1908-1977)  | PCF                              | Secrétaire généraldu syndicat CGT des ouvriers du Port de Dunkerque, élection de 1949 annulée, Conseiller municipal de Dunkerque de 1947 à 1950. |
| 1951-1958              | Albert Boutoille             | SFIO                             | Mutualiste, coopérateur 1er adjoint supplémentaire au Maire de Dunkerque de 1947 à 1953, Conseiller municipal de Dunkerque de 1929 à 1940. |
| 1958-1964              | Paul Asseman                 | DVD (ex-SFIO)                    | Cafetier-restaurateur Maire de Dunkerque de 1953 à 1966. |
| 1964-1971 (décès)      | Jean Deconinck (1924-1971)   | SFIO                             | Professeur Maire de Fort-Mardyck de 1947 à 1971, Président du S.I.E.R.D. (Syndicat Intercommunal d’Equipement de la Région Dunkerquoise) de 1966 à 1970, Vice-président de la Communauté urbaine de Dunkerque de 1969 à 1971. |
| 13 juin 1971-2001      | Gaston Tirmarche (1928-2006) | DVG (ex-PCF) puis PS puis DVG    | Docker, permanent de la Fédération CGT des Ports et Docks Maire de Saint-Pol-sur-Mer de 1971 à 1995, Vice-Président de la Communauté urbaine de Dunkerque de 1971 à 1995. |
| 2001-2008              | Philippe Paresys             | PS                               | Maire-adjoint de Dunkerque/Petite-Synthe de 1989 à 2001, Conseiller communautaire à la Communauté urbaine de Dunkerque de 1995 à 2001. |
| 2008-2015              | Marie Fabre                  | PS                               | Proviseur de lycée Député suppléante de la Douzième circonscription du Nord de 2007 à 2012, Vice-Présidente du Conseil général du Nord de 2011 à 2015, Maire-adjointe de Dunkerque/Petite-Synthe de 2001 à 2014,, Vice-Présidente de la Communauté urbaine de Dunkerque de 2001 à 2014.                                           |

### Conseillers d'arrondissement de 1833 à 1940
| Période           | Période      | Identité                           | Étiquette                | Qualité |
| ----------------- | ------------ | ---------------------------------- | ------------------------ | --- |
| 1833              | 1839         | M. Regodt fils aîné                |                          | Propriétaire à Dunkerque |
| 1839              | 1842         | Augustin Gourdin                   |                          | Maire de Dunkerque (1838-1843), ancien conseiller général, nommé Sous-Préfet en 1843                                                                                  |
| 1842              | 1845         | François-Benjamin Delattre         |                          | Avocat, adjoint au maire de Dunkerque (maire de 1843 à 1845) |
| 1845              | 1848         | M. Mollet                          |                          | Propriétaire à Dunkerque |
|                   |              |                                    |                          | |
|                   | 1881 (décès) | Constant Bourdon                   |                          | Négociant à Dunkerque, Vice-Président de la Chambre de Commerce |
|                   |              |                                    |                          | |
|                   | 1883         | Auguste Balthazar Melchior Gaspard |                          | Avocat à Dunkerque, Président du Conseil d'arrondissement |
| 1883              | 1901         | Ernest Vézien (1823-1914)          | Républicain              | Médecin major militaire en retraite, administrateur des hospices de Dunkerque                                                                                         |
| 1883              | 1904         | Georges Vancauwenberghe            | Républicain progressiste | Industriel en filature, maire de Saint-Pol-sur-Mer (1879-1910) Président du Conseil d'arrondissement                                                                  |
| 1901              | 1907         | François Bernard                   | Conservateur             | Négociant à Dunkerque, Vice-Président du Comité de défense des intérêts du port et de la Chambre de commerce                                                          |
| 18 septembre 1904 | 1922 (décès) | Adolphe-Édouard Défossé            | Radical                  | Professeur d'histoire à Dunkerque, secrétaire de la Chambre des courtiers maritimes de Dunkerque Président du Conseil d'arrondissement (1910-1922) Député (1914-1919) |
| 1907              | 1924         | Georges Ruyssen                    | Radical                  | Docteur en médecine, chirurgien en chef de l'hôpital, adjoint au maire de Dunkerque                                                                                   |
| 1922              | 1924         |                                    |                          | |
| 1924              | 1929 (décès) | Désiré Rambout (1881-1929)         | SFIO                     | Représentant de commerce Maire de Saint-Pol-sur-Mer (1919-1929) |
| 1925              | 1928         | Germain Van Eecklo                 | FR                       | Maire de Petite-Synthe |
| 17 mars 1929      | 1937         | Louis Trystram                     | FR                       | Industriel à Dunkerque, conseiller municipal de Rosendaël |
| 1931              | 1937         | Paul Francke                       | FR                       | Président de la Société d'agriculture, maire de Cappelle-la-Grande |
| 1937              | 1940         | Charles Duriez (1889-1943)         | SFIO                     | Maire de Saint-Pol-sur-Mer (1929-1942) |
| 1937              | 1940         | Aimé Beder                         | SFIO                     | Ouvrier du port, adjoint au maire de Saint-Pol-sur-Mer |
| 1940              |              |                                    |                          | Les conseils d'arrondissement ont été suspendus par la loi du 12 octobre 1940 et n'ont jamais été réactivés                                                           |

## Démographie
| 1962 | 1968 | 1975 | 1982 | 1990   | 1999   | 2006   | 2011   | 2012   |
| ---- | ---- | ---- | ---- | ------ | ------ | ------ | ------ | ------ |
| -    | -    | -    | -    | 51 318 | 51 527 | 50 119 | 48 040 | 47 599 |

### Pyramide des âges
Comparaison des pyramides des âges du Canton de Dunkerque-Ouest et du département du Nord en 2006
| Hommes | Classe d’âge   | Femmes |
| ------ | -------------- | ------ |
| 0      | 90 ans et plus | 0,4    |
| 3,7    | 75 à 89 ans    | 6,6    |
| 10,4   | 60 à 74 ans    | 11,9   |
| 20     | 45 à 59 ans    | 20     |
| 20,3   | 30 à 44 ans    | 20,1   |
| 22,1   | 15 à 29 ans    | 20,8   |
| 23,4   | 0 à 14 ans     | 20,2   |

| Hommes | Classe d’âge   | Femmes |
| ------ | -------------- | ------ |
| 0,2    | 90 ans et plus | 0,8    |
| 4,3    | 75 à 89 ans    | 7,9    |
| 10,3   | 60 à 74 ans    | 11,9   |
| 19,7   | 45 à 59 ans    | 19,4   |
| 21,1   | 30 à 44 ans    | 20,1   |
| 22,6   | 15 à 29 ans    | 21     |
| 21,6   | 0 à 14 ans     | 19     |